# Treycovagnes
Treycovagnes är en ort och kommun i distriktet Jura-Nord vaudois i kantonen Vaud, Schweiz. Kommunen har 522 invånare (2023).